# 195
Glej tudi: število 195
195 (CXCV) je bilo navadno leto, ki se je po julijanskem koledarju začelo na sredo.

## Dogodki
- 1. januar